# Doagele, Vaslui
Doagele este un sat în comuna Dragomirești din județul Vaslui, Moldova, România.
Satul Doagele aparține de comuna Dragomirești, fiind situat la circa 7 km de reședința acesteia (de la drumul principal) la care se ajunge pe un drum pietruit. Acest drum strabate o pădure ce se întinde pe o distanță de 3 km.
 Acest articol despre o localitate din județul Vaslui este deocamdată un ciot. Puteți ajuta Wikipedia prin completarea lui.